# Endomitosis
Endomitosis es la replicación cromosómica que no va acompañada por división nuclear o citoplásmica.
Algunas células son naturalmente poliploides, debido a que presentan copias adicionales de su dotación cromosómica completa por haber pasado por rondas extras de duplicación del ADN antes de la división celular (endomitosis).
La endomitosis se presenta en células muy diferenciadas. Muchos hepatocitos y las células gigantes de la médula ósea son polipoides.